# Președintele Franței
Președintele Republicii Franceze (în franceză Président de la République française), numit în mod colocvial Președintele Franței, este șeful de stat ales al Franței și deținătorul titlului de coprincipe al Andorrei și Marele Maestru al Legiunii de Onoare (Légion d'honneur).
Din cele cinci republici franceze, patru au avut un președinte ca șef al statului, făcând astfel din postul de președinte francez, cel mai vechi post de președinte din Europa care a existat de-a lungul istoriei într-o formă sau alta. În fiecare constituție franceză puterile președintelui, precum și funcțiile și îndatoririle sale și relația cu guvernul au fost diferite. 
Actualul președinte al Republicii Franceze este Emmanuel Macron.

## Puterile prezidențiale
Spre deosebire de cele mai multe dintre celelalte posturi de președinte al națiunilor europene, postul de președinte al Franței este unul foarte puternic din punct de vedere politic, în special în ceea ce privește politica externă. Cu toate că procesul legislativ este efectuat și supervizat de Primul ministru și de către parlament, președintele Franței are o influență semnificativă asupra acestuia, fie în mod formal, fie datorită puterilor constituționale. Președintele ocupă cea mai importantă funcție în stat și surclasează toți ceilalți politicieni. 
Probabil cea mai importantă putere a președintelui este aceea de a alege primul ministru. Totuși, deoarece doar Adunarea Națională are puterea de a demite guvernul primului ministru, președintele este forțat să numească un prim ministru ce are sprijinul majorității adunării.
- Când majoritatea Adunării Naționale este din spectrul politic opus președintelui situația se numește coabitare. În acest caz, puterile președintelui sunt diminuate, deoarece puterea de facto aparține primului ministru și a Adunării Naționale care îl sprijină. Totuși, convenția constituțională este ca președintele să se ocupe de politica externă, cu toate că trebuie să lucreze în acest domeniu cu Ministrul de Externe.
- Când majoritatea Adunării Naționale este de aceeași parte a spectrului politic cu președintele, acesta poate avea un rol mai activ și, în realitate, dirijează politica guvernului. Primul ministru este în cele mai multe situații prima victimă în cazul în care administrația devine nepopulară, președintele putând să îi ceară demisia fără ca acesta să poată refuza.

Alte puteri ale președintelui sunt:
- Promulgarea legilor 
  - În acest domeniu președintele are o putere limitată de veto, el putând propune doar o dată reîntoarcerea legii în parlament;
  - Președintele poate de asemenea trimite legea spre verificare Consiliului Constituțional;
- Președintele are puterea de a dizolva Adunarea Națională;
- Președintele poate propune, în anumite condiții, aprobarea legilor prin referendum național;
- Președintele numește anumiți oficiali (cu acordul guvernului);
- Președintele numește anumiți membrii ai consiliului Constituțional;
- Președintele primește ambasadorii străini;
- Președintele poate pardona (dar nu poate amnistia) persoanele condamnate și poate ușura sau suprima sentințele criminale. Aceasta era de o importanță capitală în perioada în care Franța opera pedeapsa capitală, condamnații la moarte cerând în general comutarea sentinței la închisoare pe viață.

Toate deciziile președintelui trebuie contrasemnate de primul ministru, cu excepția deciziei de dizolvare a Adunării Naționale.
Există o tradițe de o așa numită "amnestie prezidențială" care are loc atunci când președintele și Adunarea Națională sunt alese din cadrul aceluiași partid politic. Aceasta este o lege ce autorizează președintele să desemneze anumiți indivizi, ce au comis anumite infracțiuni, cărora să le fie amnistiate pedepsele. Se consideră că astfel de legi permit reducerea suprapopulării închisorilor, dar totodată metoda este criticată deoarece se consideră că încurajează comiterea de infracțiuni rutiere înaintea perioadei alegerilor. Diferența dintre amnistie și pardon prezidențial este că prima elimină consecințele următoare ale sentinței, ca și cum infracțiunea nu a fost comisă, în timp ce a doua doar termină sentință, fără însă de a elimina eventualele consecințe.

## Alegerea
În urma unui referendum din anul 2000, durata mandatului prezidențial s-a redus de la 7 la 5 ani, iar primele alegeri pentru un cincinat prezidențial au avut loc în anul 2002. Nu există un număr limită de termene, astfel că, fostul președinte Chirac, care a fost ales pentru un septenat în 1995 și pentru un cincinat în 2002, a putut candida din nou la alegerile din 2007. 
Pentru a fi admis ca un candidat oficial, candidații potențial trebuie să primească sprijinul prin semnătură de la cel puțin 500 oficiali aleși, în principal primari ai comunelor franceze. Numărul oficialilor aleși care pot semna este de aproximativ 45.000 din care aproximativ 36.000 sunt primari.
Cheltuielile și finanțarea campaniilor și a partidelor politice sunt foarte puternic regulate, existând o limită superioară a cheltuielilor de 20 milioane Euro din care 50% sunt finanțări publice. Reclamele televizate sunt interzise, dar fiecare candidat are un interval de timp alocat la televiziunea publică. Finanțarea campaniilor și a partidelor este supervizată de o agenție independentă.
Metoda de alegere este în două tururi de scrutin, președintele ales având nevoie obținerea majorității din numărul de voturi exprimate. În cazul în care din primul tur nici un candidat nu a obținut majoritatea, se organizează un al doilea tur de scrutin între primii doi candidați. După ce președintele este ales, acesta urmează o procedură solemnă de investitură. 
În caz de deces, demisie sau de imposibilitate a exersării funcției constatată de către Consiliul Constituțional, Președintele Senatului asigură interimatul, adică asigură funcțiile președintelui, dar nu ocupă postul de președinte, ceea ce înseamnă că acesta nu trebuie să părăsească postul de Președinte al Senatului. Noi alegeri pentru funcția supremă trebuie oganizate, nu mai repede de 20 de zile, dar nu mai târziu de 35 de zile. Datorită faptului că durata între cele două tururi de scrutin este de 15 zile, Președintele Senatului nu poate exersa funcția de Președinte al statului mai mult de 50 de zile, perioadă în care nu are dreptul să dizolve Adunarea Națională, să inițieze schimbări constituționale sau să ceară un referendum. Până în momentul de față, doar Alain Poher a trebuit să își asume această sarcină, cu ocazia demisiei lui Charles de Gaulle și a decesului lui Georges Pompidou. 

## Președinți ai Republicii franceze
- A Doua Republică
  - Louis-Napoléon Bonaparte, 1848-1851
- A Treia Republică
  - Adolphe Thiers, 1871-1873
  - Patrice Edme, Comte de MacMahon, 1873-1879
  - Jules Grévy, 1879-1887
  - Marie François Sadi-Carnot, 1887-1894
  - Jean Casimir-Périer, 1894-1895
  - Félix Faure, 1895-1899
  - Emile Loubet, 1899-1906
  - Armand Fallières, 1906-1913
  - Raymond Poincaré, 1913-1920
  - Paul Deschanel, februarie 1920 - septembrie 1920
  - Alexandre Millerand, 1920-1924
  - Gaston Doumergue, 1924-1931
  - Paul Doumer, 1931-1932
  - Albert Lebrun, 1932-1940
- Regimul de la Vichy
  - Henri Philippe Pétain („Șef de Stat“ și nu președinte)
- Guvernări provizorii
  - Charles de Gaulle, 1944-1946
  - Félix Gouin, Georges Bidault și Léon Blum, 1946-1947
- A Patra Republică
  - Vincent Auriol, 1947-1954
  - René Coty, 1954-1959
- A Cincea Republică
  - Charles de Gaulle, 1959-1969
  - Georges Pompidou, 1969-1974
  - Valéry Giscard d'Estaing, 1974-1981
  - François Mitterrand, 1981-1995
  - Jacques Chirac, 1995-2007
  - Nicolas Sarkozy, 2007-2012
  - François Hollande, 2012-2017
  - Emmanuel Macron, din 2017